# Чемпіонат Чехословаччини з футболу 1933—1934
1 ліга 1933/34 (чеськ. 1. asociační liga 1931/32) — десятий професіональний розіграш чемпіонату Чехословаччини з футболу. Переможцем змагань вдруге поспіль став клуб «Славія» (Прага). 

## Підсумкова таблиця
|    | Турнірна таблиця     | М  | В  | Н | П  | МЗ | МП | О  |
| -- | -------------------- | -- | -- | - | -- | -- | -- | -- |
| 1  | Славія (Прага)       | 18 | 14 | 2 | 2  | 73 | 26 | 30 |
| 2  | Спарта (Прага)       | 18 | 10 | 5 | 3  | 59 | 32 | 25 |
| 3  | Кладно               | 18 | 9  | 3 | 6  | 41 | 35 | 21 |
| 4  | Тепліце ФК           | 18 | 6  | 6 | 6  | 33 | 27 | 18 |
| 5  | Богеміанс (Прага)    | 18 | 5  | 7 | 6  | 40 | 48 | 17 |
| 6  | Вікторія (Пльзень)   | 18 | 8  | 0 | 10 | 38 | 40 | 16 |
| 7  | Чехія Карлін (Прага) | 18 | 6  | 4 | 8  | 33 | 57 | 16 |
| 8  | Жиденіце (Брно)      | 18 | 5  | 4 | 9  | 36 | 45 | 14 |
| 9  | Вікторія (Жижков)    | 18 | 4  | 4 | 10 | 34 | 46 | 12 |
| 10 | Наход                | 18 | 4  | 3 | 11 | 23 | 50 | 11 |

## Найкращі бомбардири
| №    | Гравець             | Клуб         | Голи |
| ---- | ------------------- | ------------ | ---- |
| 1-2. | Раймон Брен         | Спарта       | 18   |
| 1-2. | Їржі Соботка        | Славія       | 18   |
| 3.   | Антонін Пуч         | Славія       | 17   |
| 4.   | Франтішек Клоз      | Кладно       | 16   |
| 5-7. | Олдржих Неєдлий     | Спарта       | 14   |
| 5-7. | Властиміл Копецький | Славія       | 14   |
| 5-7. | Ярослав Бубенічек   | Чехія Карлін | 14   |

## Чемпіони
Алоіс Буреш (-/0),
Франтішек Планічка (15/0),
Густав Земан (-/0) -
Войтех Брадач (6/4),
Штефан Чамбал (-/1),
Адольф Фіала (-/0),
Карел Гейма (-/0),
Франтішек Германек,
Богумил Йошка (-/0),
Франтішек Юнек (-/2),
Властиміл Копецький (-/14),
Рудольф Крчіл (-/0),
Бедржих Пех (-/0),
Антонін Пуч (-/17),
Їржі Соботка (-/18),
Франтішек Свобода (-/5),
Адольф Шимперський (-/0),
Антонін Водічка (17/1),
Ладислав Женишек (-/0) -
тренери Йозеф Слоуп-Штаплік і Кальман Конрад